# Clarkia franciscana
Clarkia franciscana é uma rara espécie de planta com flor da família das Onagraceae (a família da prímula), conhecida pelo nome comum de clarkia-do-Presidio, endémica na Área da Baía de São Francisco da Califórnia, onde é conhecido apenas por duas populações no Presídio de São Francisco e três ocorrências em Oakland. A planta é conhecida como ocorrendo apenas em solos serpentiníticos.

## Descrição
Clarkia franciscana é uma erva anual ereta que cresce até cerca de 40 centímetros de altura máxima. As folhas são estreitas, em forma de lança (lanceoladas), com até cerca de 3,5 centímetros de comprimento. A parte superior do caule é ocupada pela inflorescência, que apresenta flores abertas e botões florais fechados e eretos. As sépalas permanecem fundidas enquanto as pétalas abrem lateralmente. A pequena corola é em forma de tigela, com pétalas de até 1,3 centímetros de comprimento e em forma de cunha, com pontas na sua maioria planas. As pétalas são de coloração rosa-lavanda, mais escuras nas pontas, clareando até ficarem quase brancas na base, onde há uma mancha de coloração vermelha intensa. A planta mantém mecanismos de autopolinização. Os tamanhos populacionais variam de ano para ano, sendo que às vezes não há nenhuma planta visível pois o bancos de sementes permanece dormente até que as condições ambientais sejam adequadas à germinação.
Clarkia franciscana é considerada uma espécie ameaçada, sendo listada como tal pelo governo federal dos Estados Unidos. As duas populações que se conhecem em São Francisco ocorrem em terras protegidas, não susceptíveis de urbanização, mas são afetadas por muitos outros fatores, incluindo a presença de espécies de plantas invasoras, pisoteio e alteraçãoes resultantes de atividades de paisagismo da vegetação nas áreas circundantes. As três populações de Oakland são provavelmente remanescentes de uma população que foi fragmentada pelo desenvolvimento num habitat urbano fortemente alterado. A maior das três ocorrências é parcialmente protegida no Redwood Regional Park, mas a outros dois locais estão em propriedade privada em que se propõe introduzir algum tipo de urbanização. Construction of housing is proposed on the site, with less than an acre being left undeveloped as a compromise between developers and environmental advocates.